# 25시 (1967년 영화)
25시(La Vingt-Cinquieme Heure, The 25th Hour)는 이탈리아에서 제작된 앙리 베르뇌유 감독의 1967년 영화이다. 앤서니 퀸 등이 주연으로 출연하였고 카를로 폰티 등이 제작에 참여하였다.

## 출연

### 주연
- 앤서니 퀸
- 비르나 리지

### 조연
- 그레고리 아슬런
- 알렉산더 녹스
- 마르셀 달리오
- 마리우스 고링
- 존 르 메주리어
- 마이클 레드그레이브
- 리암 레드몬드
- 세르주 레지아니
- 케네스 J. 워렌
- 얀 베리흐

## 제작진
- 의상: 로신느 델라마르